# NGC 2344
NGC 2344 es una galaxia espiral barrada (SBbc) localizada en la dirección de la constelación de Lynx. Posee una declinación de +47° 10' 02" y una ascensión recta de 7 horas, 12 minutos y 28,6 segundos.
La galaxia NGC 2344 fue descubierta el 24 de noviembre de 1886 por Lewis A. Swift.